# 科学史学会
科学史学会 （英語：History of Science Society）是一个與科学史相关的学会。

## 历史
1924年由比利时科学家乔治·萨顿和美国科学家劳伦斯·约瑟夫·亨德森成立，总部位于圣母大学。目前学会在全世界有超过3000名会员。